# Ivan Andrijovyč Rohač
Ivan Andrijovyč Rohač (ukrajinsky Іван Андрійович Рогач; 29. května 1913 Velykyj Bereznyj, Podkarpatská Rus (tehdy Rakousko-Uhersko) – 21. února, podle jiných údajů 22. února 1942, Kyjev, Babij Jar) byl novinář, podkarpatoruský činitel, člen Organizace ukrajinských nacionalistů (křídlo Andrije Melnyka), skautský vedoucí.